# Jeff Erius
Jeff Erius (* 8. März 2004 in Straßburg) ist ein französischer Leichtathlet, der sich auf den Sprint spezialisiert hat.

## Sportliche Laufbahn
Erste internationale Erfahrungen sammelte Jeff Erius im Jahr 2021, als er bei den U20-Europameisterschaften in Tallinn in 10,27 s die Silbermedaille im 100-Meter-Lauf gewann und mit der französischen 4-mal-100-Meter-Staffel in 41,01 s den fünften Platz belegte. Im Jahr darauf schied er bei den U20-Weltmeisterschaften in Cali mit 10,34 s im Halbfinale über 100 Meter aus und wurde mit der Staffel im Vorlauf disqualifiziert. 2023 schied er bei den Halleneuropameisterschaften in Istanbul mit 6,73 s in der ersten Runde im 60-Meter-Lauf aus und im Juni gewann er bei der 1. Liga der Team-Europameisterschaft im Rahmen der Europaspiele in Chorzów mit der Staffel in 38,51 s gemeinsam mit Dylan Rigot, Ryan Zézé und Jimmy Vicaut die Bronzemedaille hinter den Teams aus Deutschland und Italien. Im August erreichte er dann bei den U20-Europameisterschaften in Jerusalem das Semifinale über 100 Meter, konnte dort aber verletzungsbedingt nicht an den Start gehen. Im Jahr darauf schied er bei den Hallenweltmeisterschaften in Glasgow mit 6,63 s im Semifinale über 60 Meter aus. Im Mai wurde er bei den World Athletics Relays in Nassau in 38,44 s Dritter in der Finalrunde über 4-mal 100 Meter hinter den Teams aus den Vereinigten Staaten und Kanada und sicherte damit dem französischen Team einen Startplatz bei den Olympischen Spielen in Paris. Anschließend erreichte er bei den Europameisterschaften in Rom mit der Staffel das Finale, in dem das französische Team aber nicht mehr an den Start ging. Im August gelangte er bei den Olympischen Sommerspielen in Paris mit 37,81 s im Finale auf den sechsten Platz im Staffelbewerb.
Bei den World Athletics Relays 2025 in Guangzhou sicherte er der 4-mal-100-Meter-Staffel einen Startplatz für die Weltmeisterschaften in Tokio. Ende Juni wurde er bei der 1. Liga der Team-Europameisterschaft in Madrid in 10,25 s Fünfter im A-Lauf über 100 Meter und kam mit der Staffel nicht ins Ziel. Anschließend siegte er bei den U23-Europameisterschaften in Bergen in 10,28 s über 100 Meter sowie in 38,43 s auch im Staffelbewerb. 
In den Jahren 2023 und 2024 wurde Erius französischer Hallenmeister im 60-Meter-Lauf.

## Persönliche Bestzeiten
- 100 Meter: 9,98 s (+1,8 m/s), 19. Juli 2024 in Albi
  - 60 Meter (Halle): 6,58 s, 17. Februar 2024 in Miramas
- 200 Meter: 21,12 s (+1,0 m/s), 27. Juni 2021 in Angers